# F-04B
docomo PRIME series F-04B（ドコモ プライム シリーズ エフ ゼロ よん ビー）は、富士通によって開発された、NTTドコモの第三世代携帯電話（FOMA）端末である。docomo PRIME seriesの端末。

## 概要
世界で初めてディスプレイ部とダイヤルキー部を分離可能なセパレートスタイルで、新たな利用形態を提案したモデルである。開発の発端は2008年9月に開催されたCEATEC JAPAN2008 において参考出展された試作モデルで、強力な磁石によって着脱し、通常の折りたたみ式とスマートフォンの形に変化させる仕組みであった。試作機の公開から約1年半の期間で製品化された。

## 特徴
メインディスプレイにはF-09Aと同様に、480×960ドットの3.4インチワイド液晶を搭載し、タッチパネルのUIも引き継がれている。携帯電話としての機能は、全てディスプレイ側に搭載され、ディスプレイの他カメラ・FeliCa・通信端子などが集約されている。利用方法によっては、ディスプレイ側のみでの利用も出来る。キー側には、テンキーの他QWERTYキーボードが搭載されている。バッテリーは、ディスプレイ側・キー側両方に同容量の物を搭載している。
ディスプレイ側とキー側を合体させたドッキングスタイルでは、両者は端子で接続される。ディスプレイ側とキー側を分離したセパレートスタイルでは、両者はBluetoothで接続され、キー側で通話しながら、ディスプレイ側でメールやiモード、カメラなど各種機能を利用したり、家庭用ゲーム機のように上下左右キーを動かしてプレイできる。またキー側はリモコンのように操作が可能で、ワンセグではチャンネル変更、カメラではリモコンシャッターいった使い方も可能である。
ICカードはディスプレイ側裏面にあるため、非接触ICカード利用時やiC通信の際はキー側を外した状態での使用が推奨されている。ただ、キー側装着時でも使用できると富士通はしている。
通常のドッキングスタイル時にはスライド端末として使用するが、本体を閉じた状態で分離するとダイヤルキー部はQWERTYキーとなり、両手で文字を入力できる。F-09Aより文字入力機能を拡張して富士通独自の手書き文字認識「フリータッチライティング」を採用、漢字や絵文字も手書きで入力可能になった。フリータッチライディングはF-01Bにも搭載されている。
同時発表されたF-01BやF-03Bと同様に、メインカメラは広角28ミリレンズを搭載し、1220万画素CMOSを採用。代々の富士通製携帯電話でも使われた画像エンジン「Mobile Milbeaut」も引き続き採用されている。画質劣化の少ない最大約6.3倍の「スーパーデジタルズーム」や、あらかじめ登録した人物の顔を優先的に認識する「個人認識撮影機能」、人物の笑顔を識別する「スマイルファインダー」、最大ISO25600相当の高感度撮影などに対応。被写体を追尾してピントを合わせ続ける「トラッキングフォーカス」や「自動シーン認識」「局所コントラスト補正」「トリプルレガード」など、撮影アシスト機能もある。サブカメラは約32万画素CMOSを搭載している。メインカメラの使用については、キーユニットを付けている場合はスライドさせてから行う必要がある。
同時期に発売されたF-01Bと比較して、指紋認証非搭載及び防水機能には対応していない。
オーディオ関連ではドルピーモバイルを採用し、5.1chサラウンドでワンセグや音楽を聴けるほか、ブルーレイディスクレコーダーに録画した番組を、高画質のままmicroSDカードに転送して視聴が可能。
音楽の再生中に歌詞が表示される「うた文字」機能も搭載されている。
また健康管理関連の機能も搭載し、エクササイズカウンター（活動量計）やウォーキングチェッカー（歩数計）、さらにはタニタ製の体組成計の測定結果をF-04Bで管理し、タニタの健康応援webサービス「からだカルテ」と連携できる。
親子モードが搭載され、メール、電話発信、iモードなど機能ごとに制限を設定可能。また子供用の「パスワード」を持たせ、親用の「暗証番号」を設定して子供に変えてほしくない設定の変更を防ぐことが可能となる。
付属品の中には、ストラップとしても機能する、分離時にディスプレイ側の台として使える「スタンドストラップ」が試供品として提供されている。

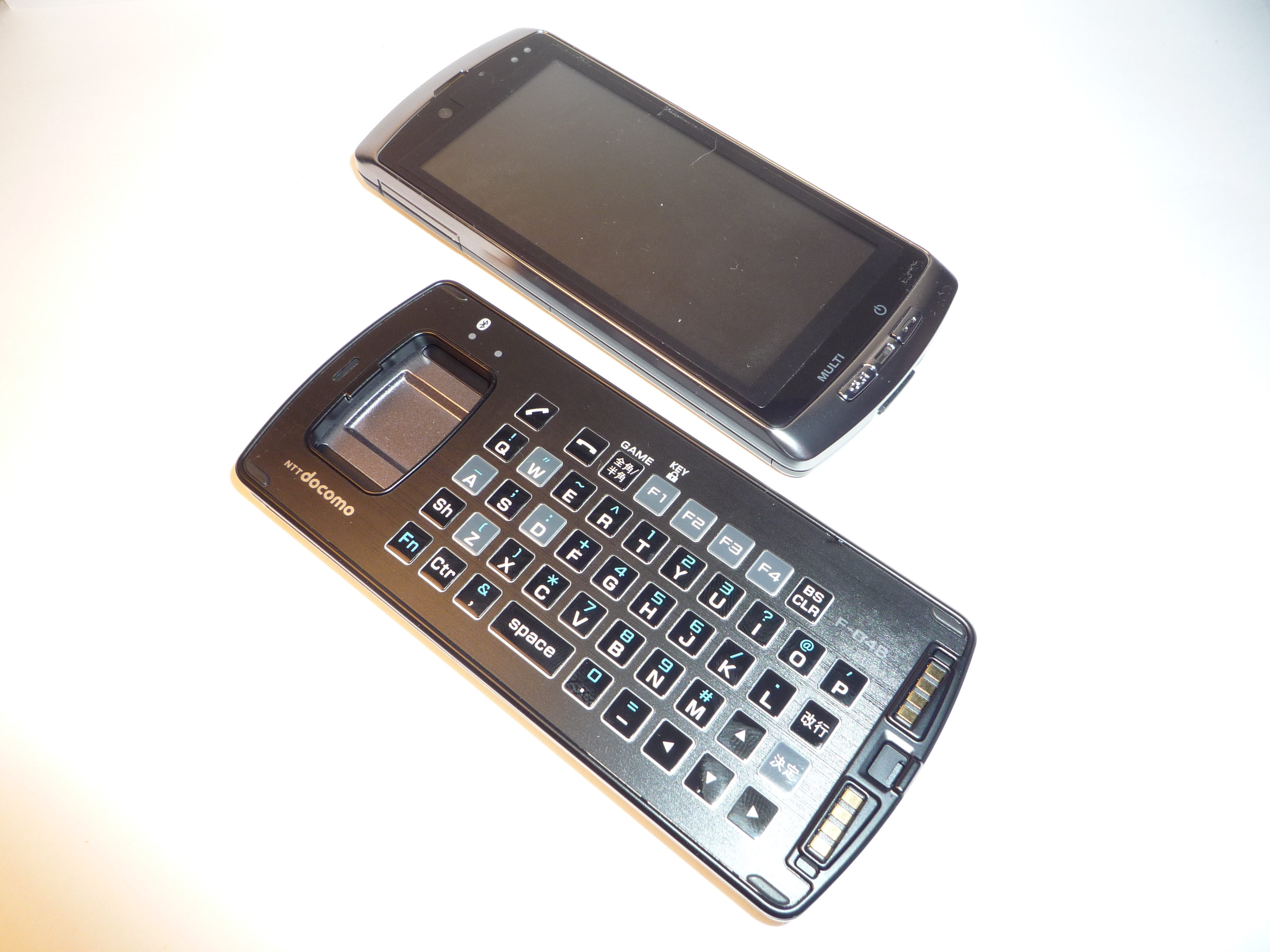
分離時（未スライド）
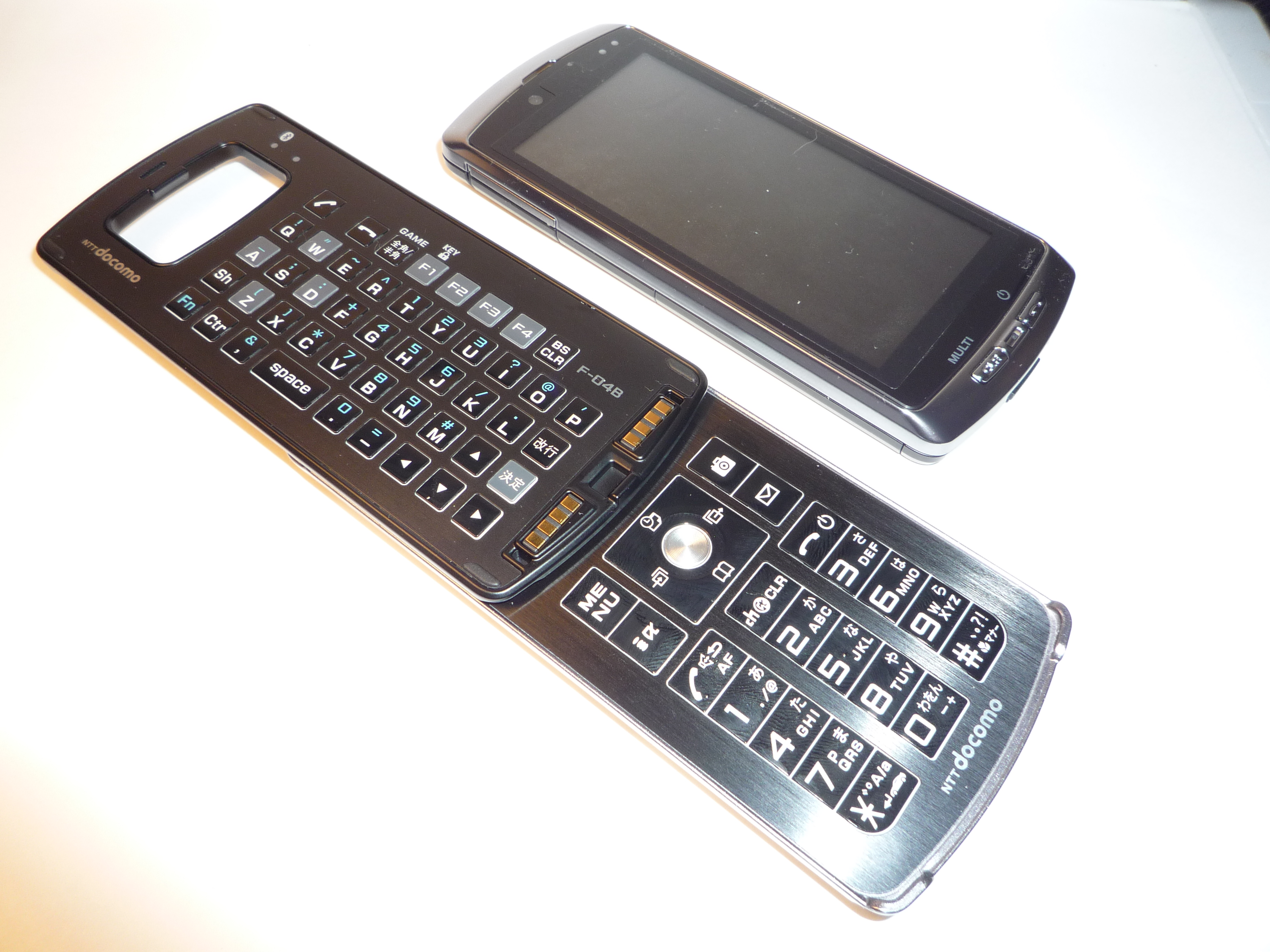
分離時（スライド）
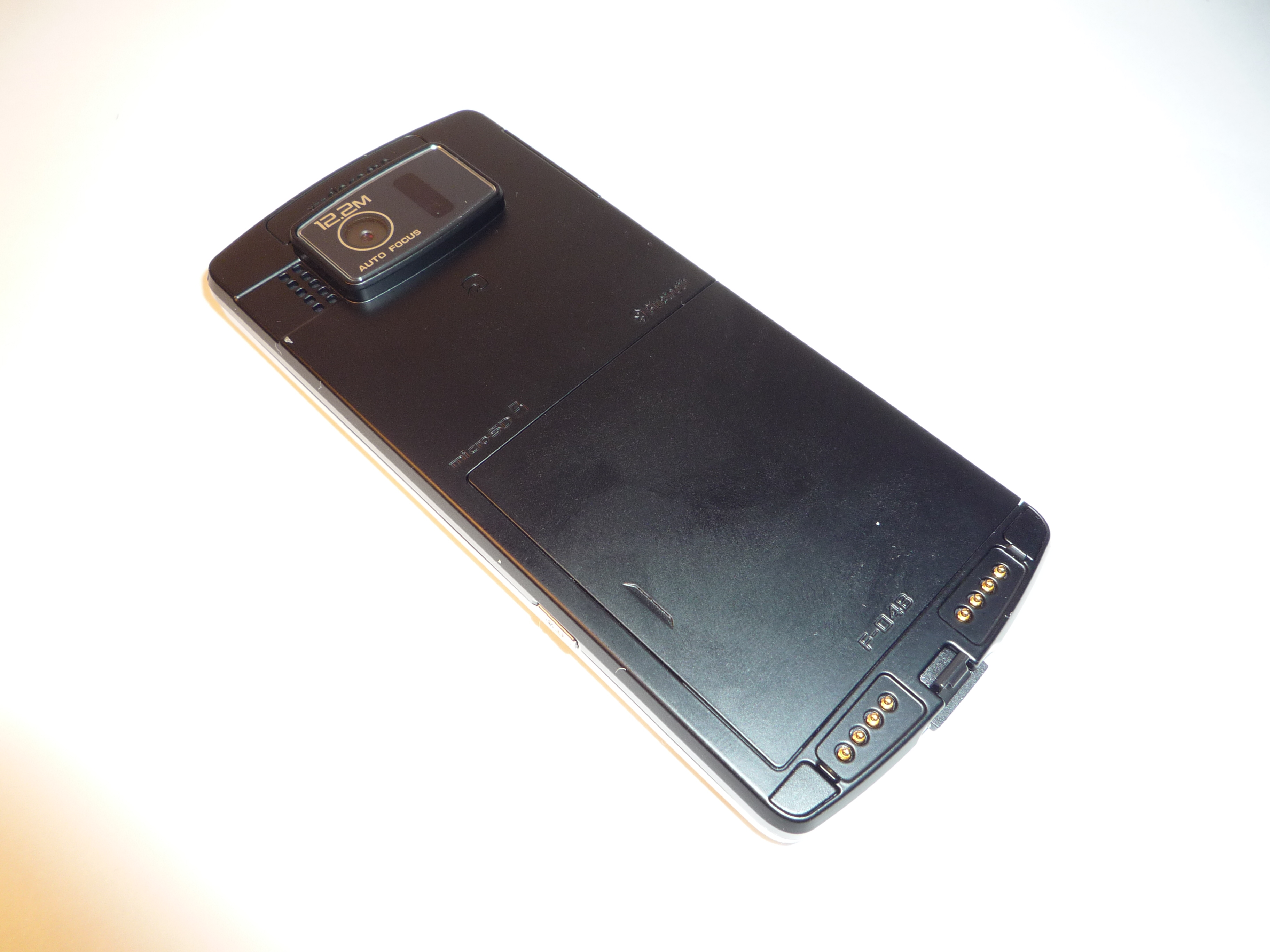
裏面（キーユニット無）
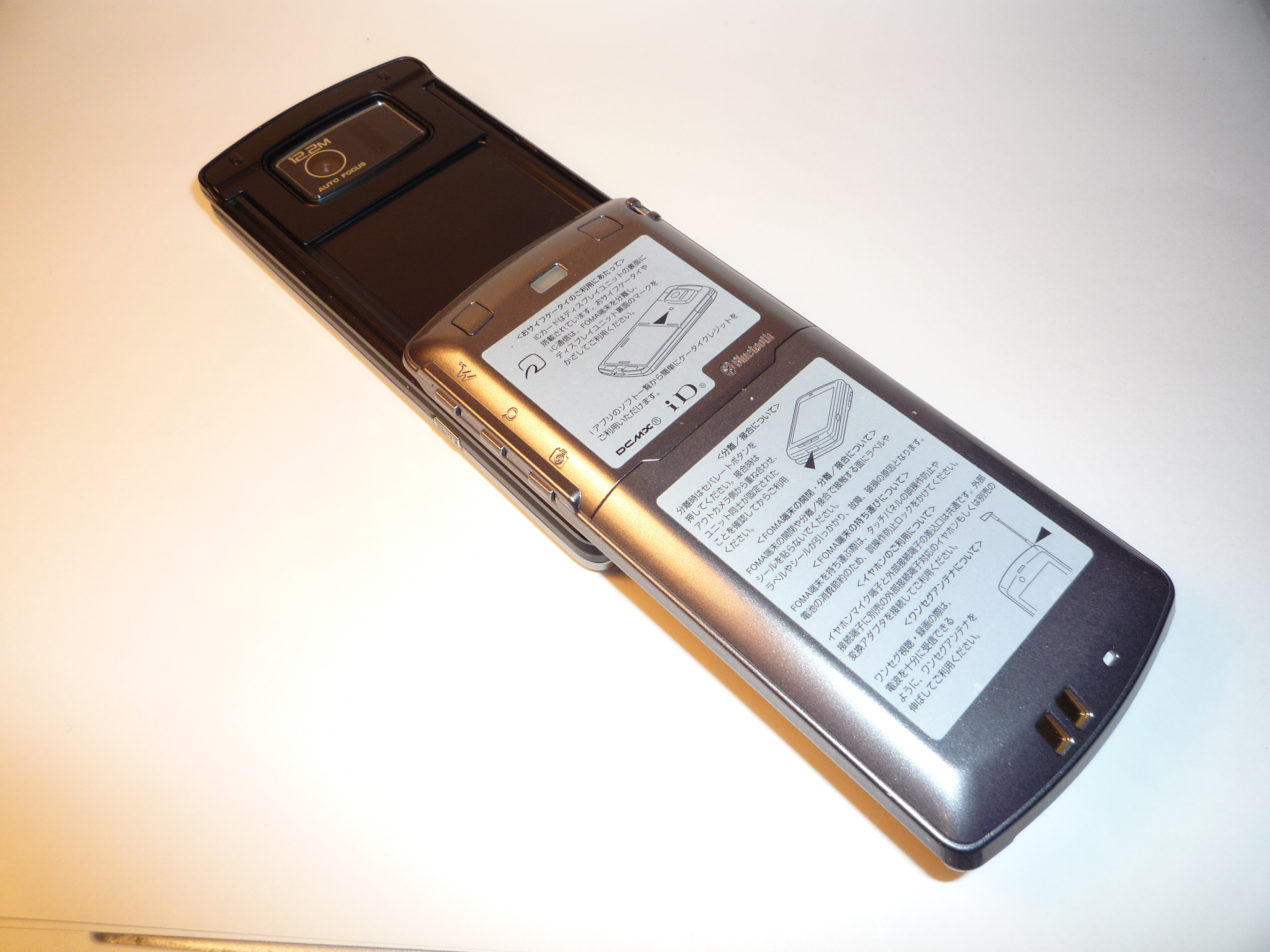
裏面（キーユニット有）

## プロジェクター
ディスプレイユニットにプロジェクターユニット F01を接合すれば大画面でワンセグや写真、動画、ゲーム、PCドキュメント（PDF、Word、Excel、PowerPoint）など、ディスプレイに表示できるすべてのコンテンツを投影できる。デジタルカメラやパソコンと接続して映すことや、二人でプロジェクター画面を見ながら対戦ゲームをすることもできる。
ディスプレイユニットと、プロジェクター接合時は、携帯電話内のすべてのコンテンツが投影可能。プロジェクターとディスプレーユニットがBluetoothで接続されている時には、ワンセグ、動画、iアプリの投影はできない。
質量 99g、外部入力にコンポジット/D-Sub15がある。

## プリインストールアプリ
| - パラダイス アイランド - タッチDEゲームパック - ZOOKEEPER DX F - ドラゴンクエストIII（体験版） - ドラゴンクエストもっと不思議のダンジョンMOBILE（体験版） - 対戦パズルボブル -Light Edition-（体験版） - 桃太郎電鉄WORLD遠距離対戦版2年決戦（体験版） - リッジレーサーズVS trial version（体験版） - タッチDE対戦ボウリング（体験版） - ロジックパズルF - ケータイ脳力ストレッチング2 - ETGAスウィングレッスン（江連 忠プロ監修） - VoiceShelf for F - 日英版しゃべって翻訳 for F - いっしょにデコ - iアバターメーカー - ロケーションレーダー - モバイルGoogleマップ - Gガイド番組表リモコン | - iD設定アプリ - DCMXクレジットアプリ - モバイルSuica登録用iアプリ - ヘルスチェッカー - @Fケータイ応援団INFO - ROID ウィジェット - Start! iウィジェット - iWウォッチ - 地図アプリ - 楽オクアプリ - iアプリバンキング - マクドナルドトクするアプリ - 株価アプリ - Googleモバイル - FOMA通信環境確認アプリ - ドコモ料金案内 - ビックポイント機能付きケータイ - ヨドバシゴールドポイントカード - モバイルAMCアプリ |

## 主な対応サービス
| 主な対応サービス                   | 主な対応サービス                                                    | 主な対応サービス                       | 主な対応サービス                                 |
| ---------------------------------- | ------------------------------------------------------------------- | -------------------------------------- | ------------------------------------------------ |
| タッチパネル                       | FOMAハイスピード7.2Mbps                                             | Bluetooth                              | DCMX／おサイフケータイ                           |
| iアプリオンライン／地図アプリ      | 直感ゲーム／メガiアプリ                                             | iウィジェット                          | マチキャラ／iコンシェル                          |
| ホームU／ポケットU                 | GPS／オートGPS対応／ケータイお探し                                  | デコメール／デコメ絵文字／デコメアニメ | iチャネル                                        |
| 着もじ                             | テレビ電話／キャラ電                                                | ケータイデータお預かりサービス         | フルブラウザ                                     |
| おまかせロック／バイオ認証         | 外部メモリーへiモードコンテンツ移行／ユーザーデータ一括バックアップ | トルカ                                 | iC通信／iCお引越しサービス                       |
| きせかえツール／ダイレクトメニュー | バーコードリーダ／名刺リーダ                                        | 2in1                                   | エリアメール／ソフトウェアーアップデート自動更新 |
| GSM／3Gローミング（WORLD WING）    | 着うたフル／うた・ホーダイ                                          | Music&Videoチャネル／ビデオクリップ    | デジタルオーディオプレーヤー(WMA)(AAC)           |

## 歴史
- 2009年11月10日 - F-01B - F-02B - F-03B - F-04B - L-01B - L-02B - L-03B - N-01B - N-02B - N-03B - P-01B - P-02B - P-03B - SH-01B - SH-02B - SH-03B - SH-04B - SH-05B - SC-01Bの開発を発表
- 2009年12月17日 - 電気通信端末機器審査協会（JATE）通過（認定番号 - AD09-0442001）
- 2010年1月8日 - 技術基準適合証明（TELEC）通過（証明記号 - 001MWAA1284 , 001WWDA1321 , 001XYAA1653（以上「F-04B」） , 001WWDA1322（以上「F-04B-S」） , 001WWDA1323 （以上「プロジェクターユニット F-01」）
- 2010年1月22日 - 連邦通信委員会（FCC）通過
- 2010年2月26日 - デジモノステーション編集者ブログにて発売日が掲載（3月2日に3月末と修正される）
- 2010年3月12日 - 富士通公式ホームページにてプロジェクトユニットの詳細情報掲載
- 2010年3月13日 - 楽天市場（モバ＠スパ）の3月20日の情報もページごと削除された
- 2010年3月19日 - 携帯モバイルガジェットにて発売日と価格が掲載
- 2010年3月20日 - 楽天市場（モバ＠スパ）にて再び予約開始
- 2010年3月23日 - docomoより発売日が発表[3]
- 2010年3月26日 - 発売
- 2010年4月22日 - docomoよりプロジェクターユニットF01の発売日発表[4]
- 2010年4月30日 - プロジェクターユニットF01発売
- 2010年8月11日 - docomoより新色Mat BlackとDark Silberを9月発売すると発表[5]
- 2010年9月2日 - 新色の発売日がdocomoより発表[6]
- 2010年9月10日 - 新色Mat BlackとDark Silberを発売

## 不具合
- 2010年6月8日 - 1回目のソフトウェア更新[7]
  - 卓上ホルダで充電した場合、キーユニット充電完了後の充電完了音が一分毎に鳴る。
- 2012年5月7日 - 以下の不具合改修がソフトウェア更新で実施された。
  - ダウンロードした画像をメニューアイコンに設定した上で、端末の電源を入れ直すと正常に表示されない場合がある。